# Margaret McCuaig-Boyd
Margaret McCuaig-Boyd est une femme politique canadienne, elle est élue à l'Assemblée législative de l'Alberta lors de l'élection provinciale de 2015. Elle représente la circonscription de Dunvegan-Central Peace-Notley en tant qu'une membre du Nouveau Parti démocratique de l'Alberta. 